# Jlloyd Samuel
Jlloyd Tafari Samuel (født 29. marts 1981 i San Fernando, Trinidad & Tobago - 15. maj 2018) var en engelsk fodboldspiller. Han spillede senest som forsvarsspiller hos Egerton, og har tidligere repræsenteret blandt andet Aston Villa og Bolton.
Med Aston Villa var Samuel i 2001 med til at vinde UEFA Intertoto Cuppen.
Han døde i 2018 i en trafikulykke. 

## Landshold
Samuel opnåede to kampe for Trinidad & Tobagos landshold. Samuel fik sin debut i en 4-1 sejr imod Honduras. Han spillede også 7 kampe for England U21 landshold.

## Titler
Toto-Cuppen
- 2001 med Aston Villa